# Kaltenhouse
Kaltenhouse é uma comuna francesa na região administrativa de Grande Leste, no departamento Baixo Reno. Estende-se por uma área de 3,72 km². Em 2010 a comuna tinha 2 454 habitantes (densidade: 659,7 hab./km²).